# L.L.Bean
L.L.Bean es una empresa estadounidense de venta por correspondencia, ventas por internet y al detal, con sede en Freeport (Maine), especializada en vestuario y equipamiento recreativo en exteriores. Sus ventas anuales fueron de 1.780 millones de dólares en 2006.

## Historia
L.L.Bean fue fundada en 1912 por el cazador y pescador Leon Leonwood Bean en Greenwood (Maine), quien había desarrollado unas botas a prueba de agua que vendió a los cazadores. Él obtuvo una lista de poseedores de licencia de caza en Maine, preparó una circular descriptiva por correspondencia, instaló una tienda en el subterráneo de la casa de su hermano en Freeport (Maine), e inició un negocio nacional de venta por correspondencia. Para 1912, la empresa editaba un catálogo de cuatro páginas. Leon L. Bean falleció el 5 de febrero de 1967 en Pompano Beach, Florida. Está enterrado en el Cementerio Webster de Freeport. La empresa pasó a ser dirigida por el bisnieto de Bean, Leon Gorman hasta 2001, cuando decidió asumir como Presidente de la Junta Directiva, entregando el cargo de CEO a Christopher McCormick, siendo éste el primer ejecutivo no perteneciente a la familia en asumir dicho cargo.
Actualmente, L.L.Bean también posee tiendas en Tokio, y su catálogo impreso es distribuido gratuitamente en todo el mundo, al mismo que sus catálogos pueden ser vistos en Internet.

## Tiendas

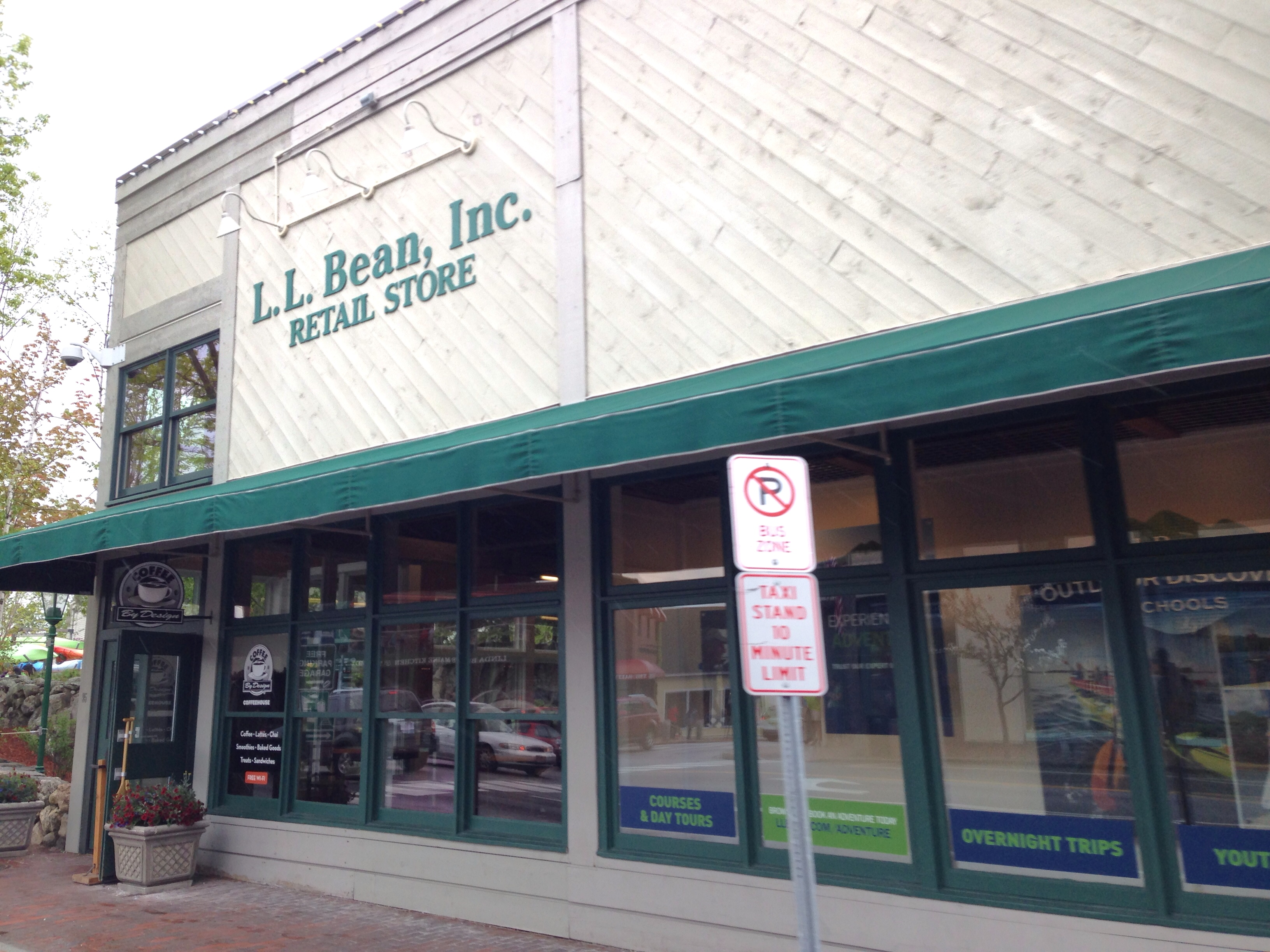
Tienda de L.L.Bean en Freeport (Maine).

- Connecticut: South Windsor; outlet: Orange
- Delaware: outlet: Rehoboth Beach
- Illinois:  South Barrington y Skokie (Old Orchard Mall)
- Maine: Freeport; outlet: Freeport, Ellsworth, Portland, Bangor
- Maryland: Columbia; outlet: Hagerstown, Queenstown
- Massachusetts: Burlington, Mansfield, Dedham; outlet: Wareham
- Nueva Hampshire: West Lebanon; outlet: Concord, Manchester, Nashua, North Conway
- Nueva Jersey: Marlton
- Nueva York: Albany, Victor (Rochester Metro); outlet: Fayetteville
- Pennsylvania: Upper Saucon Township, Pittsburgh Ross Park Mall (inaugurada el 21 de noviembre de 2009)
- Virginia: McLean; outlet: Williamsburg
- Washington: Tacoma, Seattle
- Japón: 9 tiendas

## Competidores
Los principales competidores de L.L.Bean son otras grandes tiendas de elementos de excursión en Estados Unidos.
Algunas de las tiendas que compiten con L.L.Bean son Orvis J.Crew, Barbour, Lands' End, Brooks Brothers, Gant, Izod, Polo Ralph Lauren, Lacoste, Eddie Bauer, North Face, Columbia Sportswear, y Patagonia.